# Boultons boszanger
Boultons boszanger (Phylloscopus laurae) is een zangvogel uit de familie Phylloscopidae. De Nederlandse naam is een eerbetoon aan de soortauteur, de Amerikaanse ornitholoog Rudyerd Boulton.

## Verspreiding en leefgebied
Deze soort komt voor in Angola, Congo, Tanzania en Zambia en telt 2 ondersoorten:
- P. l. eustacei: zuidoostelijk Congo-Kinshasa, noordelijk en oostelijk Zambia en zuidwestelijk Tanzania.
- P. l. laurae: westelijk Angola.